# William Blanc
Pour les articles homonymes, voir Blanc (homonymie).
William Blanc, né en 1976, est un historien qui travaille principalement sur la fantasy et les usages contemporains du Moyen Âge. Il est notamment l'auteur d'ouvrages de vulgarisation sur les représentations contemporaines du Moyen Âge.

## Biographie

### Jeunesse et formation
William Blanc est d'abord chauffeur de poids lourds pendant plusieurs années à la suite de son service militaire avant d'aller à l'université. 
Il fait des études de médiévistique à l'Université Paris 1 Panthéon-Sorbonne. Il a entamé en 2010 une thèse intitulée « Problème de l'économie de transhumance en Provence au XVe siècle : les intermédiaires entre nourriguiers et loueurs d'estives » sous la direction de Laurent Feller.

### Carrière
En 2012, alors qu'il est doctorant, il critique à de multiples reprises le livre Métronome : l'histoire de France au rythme du métro parisien de Lorànt Deutsch, publié en 2009, et son adaptation en documentaire qui venaient d'être diffusée sur France 5. Il déplore notamment des différences de traitement entre les mouvements populaires et les figures religieuses ainsi que l'apologie d'une vision héroïsée et chrétienne de l'Histoire de France : « Alors que 8 pages sont consacrées à Saint Denis, 13 à Sainte Geneviève, 15 à Pépin le Bref, la Commune de Paris et ses 20 000 morts n'ont droit qu'à un petit paragraphe. Et en quelques lignes, pas question d'expliquer pourquoi le peuple parisien s'est soulevé en 1871. Tout au plus l'acteur parle-t-il d'une « fureur populaire » venue d'on ne sait où et de soldats rompant les rangs, parce que « fatigués, démoralisés, déboussolés ». L'épisode de la Commune sera même ignoré lors de l'adaptation télévisuelle au profit d'un panégyrique de l'œuvre d'Haussmann ». L'auteur répond à ce sujet : « Toute cette polémique est partie d'un étudiant en histoire qui a pris mon livre pour cible et s'acharne depuis six mois à détruire mon travail et insinue que je suis le relais d'une idéologie ».
En 2013, avec deux autres historiens, Aurore Chéry et Christophe Naudin, ils publient Les Historiens de garde dans lequel ils critiquent les reprises réactionnaires de faits historiques et l'« histoire spectacle »,.
En 2015, il écrit avec Christophe Naudin, un autre historien médiéviste, Charles Martel et la bataille de Poitiers : de l'histoire au mythe identitaire, une tentative de déconstruction d’un mythe historiographique.
En 2016, lui et Christophe Naudin mettent en doute dans une tribune publiée dans Le Monde l'authenticité d'un anneau acheté par Philippe de Villiers et annoncé avoir appartenu à Jeanne d'Arc. Ils relèvent notamment une instrumentalisation du mythe. À la suite de cela, l'homme politique les attaque en diffamation en 2017 mais ils sont finalement relaxés en 2019 et en 2021,,.
En 2016, son ouvrage sur Le roi Arthur, un mythe contemporain étudie cette figure dans une perspective médiévaliste, de Chrétien de Troyes à "Kaamelott" - une nouvelle édition a paru en 2020. En 2019, il publie Winter is Coming, un livre étudiant les liens entre la politique et le genre de la fantasy peu après son livre sur les Super-héros : une histoire politique (2018).
Il a également animé une webradio, Fréquence médiévale, et un festival de films consacré au Moyen Âge, Bobines et Parchemins.
Depuis 2019, il écrit des scripts pour Benjamin Brillaud, YouTubeur spécialisé dans la vulgarisation historique. Il travaille aussi avec le site RetroNews.

## Œuvres
- William Blanc, Aurore Chéry et Christophe Naudin, Les Historiens de garde, De Lorànt Deutsch à Patrick Buisson, la résurgence du roman national, Paris, Inculte, 2013, 224 p. (ISBN 979-1091887083).
- William Blanc et Christophe Naudin, Charles Martel et la bataille de Poitiers : de l'histoire au mythe identitaire, Montreuil, Libertalia, 2015, 328 p. (ISBN 978-2-918059-60-8 et 2-918059-60-9, OCLC 906029230).
- William Blanc, Le roi Arthur, un mythe contemporain : de Chrétien de Troyes à Kaamelott en passant par les Monty Python, Montreuil, Libertalia, 2016, 572 p. (ISBN 978-2-918059-85-1 et 2-918059-85-4, OCLC 960516624, présentation en ligne).
- William Blanc et Christophe Naudin, Grandes et petites phrases de l'histoire, Éditions Garnier, 2017, 92 p. (ISBN 978-2-35184-185-3 et 2-35184-185-9, OCLC 1010278956).
- William Blanc, Super-héros : une histoire politique, Montreuil, Libertalia, 2018, 357 p. (ISBN 978-2-37729-044-4 et 2-37729-044-2, OCLC 1061274207, présentation en ligne).
- William Blanc, Winter is coming : une brève histoire politique de la fantasy, Montreuil, Libertalia, 2019, 128 p. (ISBN 978-2-37729-091-8 et 2-37729-091-4, OCLC 1102438194).
- Anne Besson (dir.), William Blanc (dir.) et Vincent Ferré (dir.), Dictionnaire du Moyen Âge imaginaire : le médiévalisme, hier et aujourd'hui, Paris, Vendémiaire, coll. « Dictionnaires », 2022, 465 p. (ISBN 978-2-36358-389-5, présentation en ligne).
- William Blanc, Justine Breton et Jonathan Fruoco, Robin des Bois. De Sherwood à Hollywood, Montreuil, Libertalia, 2024, 432 p.  (ISBN 978-2-37729-351-3).